# Clube Náutico Francisco Martinelli
O Clube Náutico Francisco Martinelli (CNFM) é um clube brasileiro de remo, sediado na cidade de Florianópolis, capital do estado de Santa Catarina. Sua sede está localizada no Parque Naútico Walter Lang, próximo da Ponte Colombo Salles.

## História
O Francisco Martinelli foi fundado em 31 de julho de 1915, por um grupo de jovens da alta sociedade florianopolitana. Seu nome é uma homenagem póstuma ao jovem Oficial da Marinha de Guerra, nascido em Nova Trento, que faleceu no litoral paulista em 1913, após o rebocador Guaraní, no qual viajava, chocar-se contra outra embarcação.
O primeiro presidente do Martinelli foi o Sr. Osvaldo Reis, pai do ex-governador Antônio Carlos Konder Reis. A diretoria era composta por Libório Soncini, João Barbosa, Edgard Simone, Pomílio Pereira Bento e Edmundo Luz. No dia 29 de julho de 1917, foi inaugurado o primeiro galpão do clube.
As ultimas conquistas do clube, resumem-se em: 
.       Campeão Estadual de Junior 1975 e 1976 .
.       Vice-Campeão Brasileiro de Quatro com e Oito Junior em 1979.  
•	Campeão dos JASCs dos anos 1989 a 1992 e de 1994 a 2010, por Florianópolis.
•	Campeão dos JASCs do ano de 1993, por Tubarão.
•	Campeão da Copa Catarinense de Remo dos anos 1995 a 2015.
•	Campeão Estadual de Remo Junior dos anos 2005, 2006 a 2009 e 2016.
•	Campeão Estadual de Remo Sênior dos anos de 2003, 2004, 2005 e 2007 a 2010, 2014, 2015, 2017;
•	Campeão Estadual de Escolinha de Remo dos anos de 2003 a 2009, 2014 a 2017.
•	Campeão Sul Americano com a atleta Fabiana Beltrame em 2002
•	Participação dos Jogos Olímpicos de Atenas com a atleta Fabiana Beltrame em 2004.
•	Campeão brasileiro na prova four skiff sênior no ano de 2002.
•	Campeão brasileiro no ano de 2009 com a atleta Janaina Pedrosa.
•       Vice-Campeão Pan Americano com a atleta Fabiana Beltrame em 2015.
•       Participação do atleta Paulo Gilvane da Silva na Seleção Brasileira Júnior em 2015.

- Em 2002, atletas do clube compunham a base da Seleção Brasileira que conquistou o Campeonato Sul Americano de Remo, quando o Brasil venceu 8 (oito) das 12 (doze) provas disputadas. Destacou-se atleta Rodrigo de Jesus Soare, campeão no Four Skiff e no Oito Gigantes do Brasil.
- Ainda em 2002, o Clube sagrou Campeão Panamericano no Doublé Skiff e Vice-Campeão no Four Skiff, no 1o. Campeonato Panamericano Junior, realizado na Cidade do México, quando seus atletas João Soares Junior e Leonardo Cesar Ferreira da Silva, compunham a Seleção Brasileira de Remo.
- O remo do Martinelli, também em 2002, atravessou o Atlântico. Participou com a atleta Fabiana Beltrame, do Campeonato Mundial de Remo que aconteceu na Itália, conseguindo um honroso 8o. (oitavo) lugar para o Brasil. Aliás, o melhor resultado já conseguido pelo remo feminino brasileiro.
- Em 1985, o atleta ANDRÉ LUIZ DA COSTA BARACUHY, sagrou-se Campeão Sul Americano de Remo Junior. E, em 1992, foi a vez dos atletas EDSON AQUINO DOS SANTOS, EDSON ALTINO PEREIRA JUNIOR, JOÃO CARLOS GONÇALVES e GIBRAN VIEIRA DA CUNHA, também sagrarem-se Campeões Sul Americano de Remo, abrindo, como já citamos, o caminho vitorioso do Martinelli destes últimos 27 (vinte e sete) anos.